# Nymphaea lukei
Nymphaea lukei är en näckrosväxtart som beskrevs av Surrey Wilfrid Laurance Jacobs och Hellq. Nymphaea lukei ingår i släktet vita näckrosor, och familjen näckrosväxter. Inga underarter finns listade i Catalogue of Life.